# Săliștea de Sus
Săliștea de Sus (węg. Felsőszelistye) – miasto w Rumunii, w okręgu Marmarosz. Liczy 5196 mieszkańców (2002).